# Stadt der Zukunft
Die Stadt der Zukunft beschreibt ein Zukunftsbild der Lebensräume, in denen die große Mehrheit der weltweiten  Bevölkerung leben und arbeiten wird. Die Menschheit tritt ein in ein „Jahrtausend der Städte“. Bereits im Jahre 2009 lebten die Hälfte der Menschen in Städten und im Jahr 2050 werden es 70–75 % sein.
Die Stadt- und Metropolregionen sollen vielen Herausforderungen genügen. Diese großen gesellschaftlichen Herausforderungen, wie die Bewältigung der Energie- und Klimaproblematik oder die alternde Gesellschaft, sollten sogar primär im urbanen Raum angegangen werden.

## Synonyme und verwandte Fachbegriffe
Als Synonyme zu Stadt der Zukunft werden Zukunftsstadt, Morgenstadt und Smart Cities genannt. Alle diese Begriffe haben jedoch andere Schwerpunkte:
- Zukunftsstadt: Der Begriff wird z. T. synonym zu Stadt der Zukunft verwendet. Meist steht er jedoch für eine Initiative des Bundesministeriums für Bildung und Forschung (BMBF) im Rahmen des Programms „Forschung für Nachhaltige Entwicklung“ (FONA).[6] U. a. hat das BMBF 2015 ihr jährliches Wissenschaftsjahr unter das Motto „Zukunftsstadt“ gestellt[7] und einen Wettbewerb „Zukunftsstadt“ gestartet, bei dem 51 deutsche Städte, Gemeinden und Landkreise ausgewählt wurden, um gemeinsam mit ihren Bürgern, der Wissenschaft, Kommunalpolitik, Wirtschaft und Verwaltung eine ganzheitliche und nachhaltige Vision 2030+ auszuarbeiten. Über drei Phasen hinweg sollen die Visionen am Ende, ab dem Jahr 2018, in Reallaboren umgesetzt werden.[8]
- Smart Cities: Unter dieser Bezeichnung werden vorwiegend technische Entwicklungskonzepte diskutiert, oft auch mit Beteiligung von wirtschaftsnahen Experten.[3]
- Morgenstadt: Diese Initiative wurde von der Fraunhofer-Gesellschaft zusammen mit weiteren Instituten aufgesetzt, um die „Vision nachhaltiger und lebenswerter Städte“ zu unterstützen.[9]

## Situation in verschiedenen Teilen der Welt
In Asien und Latein-Amerika gibt es viele Großstädte, die ungesteuert wachsen. Megacities wie Mexiko-Stadt, Tokyo oder Shanghai explodieren geradezu, oft auch weil es nur dort Arbeit gibt.

Europa steht vor einer gänzlich anderen Situation. Vom Anteil der Stadtbevölkerung ist Europa der weltweiten Entwicklung voraus. Speziell in Deutschland leben bereits jetzt 74 % der Menschen in urbanen Ballungsräumen. Im Jahr 2050 wird mit einem Bevölkerungs-Anteil von 85 % gerechnet. In den Industrieländern hat die Verstädterung ihren Höhepunkt heute fast erreicht und im Gegensatz zu anderen Regionen der Welt, gibt es in den westlichen Industrieländern eine lange Tradition der Stadtplanung. Dazu kommt, dass explosionsartig wachsende Städte oft kaum noch regierbar sind.
 Europas Städte sind zu 90 % bereits gebaut, deshalb geht es hier nicht vordringlich um Wachstum, sondern um Erneuerung und Modernisierung.

## Leitbild
Ziel ist es, die Lebensqualität in einer nachhaltigen Stadt durch vielfältige Maßnahmen zu schaffen, zu erhalten oder zu steigern.

Viele Kommunen in Deutschland befinden sich bereits auf dem anspruchsvollen Weg zur Zukunftsstadt. Allgemein anerkannt ist, dass nachhaltige gesellschaftliche Innovationen nur gemeinsam mit der Bürgerschaft etabliert werden können. Denn der gesellschaftlichen Akzeptanz sowie der ökonomischen, ökologischen und sozialen Tragfähigkeit kommt eine Schlüsselstellung zu. Gleichzeitig wird angestrebt, die Entwicklung in einer Geschwindigkeit umzusetzen, die mit den schnell wandelnde Rahmenbedingungen Schritt hält.
Die folgenden Leitbilder wurden formuliert:
- Leitbilder der fahrrad- und fußgängergerechten barrierefreien Stadt aller Generationen.[16]
- Leitbilder für eine ökonomisch, ökologisch und sozial tragfähige Stadtentwicklung für alle Generationen.[13]
- Leitbilder einer Stadt der kurzen Wege.[17]
- Leitbilder einer CO2-neutralen, energie- und ressourceneffizienten, klimaangepassten, wandlungsfähigen, lebenswerten und sozialen Stadt.[18][19]

Die Berliner Hochschule für Technik nutzt das Themenfeld Stadt der Zukunft als Leitbild für die eigene Lehr- und Forschungstätigkeit. Neben Lehrveranstaltungen und Wettbewerben betreibt die Hochschule ein aus drei Clustern bestehendes Kompetenzzentrum.

## Gesellschaftliche Herausforderungen
Stadtbewohner stehen für vier Fünftel aller Treibhausgase-Emissionen und gehören damit zu den Hauptschuldigen der globalen Erwärmung. Umgekehrt können sie besonders viel tun, um die globale Erwärmung zu bremsen. Deshalb sollte jeder, der etwas für eine nachhaltige Lebensweise tun will, versuchen, auch die Städte dafür zu gewinnen. „Die Stadt ist nicht das Problem – die Stadt ist die Lösung“, denn im Zuge der wachsenden Erdbevölkerung hilft das Wachstum der Städte, „den Planeten nicht zu ruinieren“.

### Energie
Der Trend zur dezentralen Energieversorgung z. B. durch kleine, private Blockheizkraftwerke mit Kraft-Wärme-Kopplung, steigert die Effizienz der Energieträger Öl und Gas. Sonnenenergie und Erdwärme lassen sich zudem auch in Städten gewinnen und nutzen. Besser noch, als Energie nachhaltig zu erzeugen, ist es weniger Energie zu verbrauchen, zum Beispiel durch die bessere Wärmedämmung von Gebäuden.

### Mobilität
Der Stadtverkehr verursacht 70 Prozent der Luftschadstoff-Emissionen und erhebliche Lärmbelastungen.
Ziel ist eine Mobilität, die den Menschen in den Mittelpunkt stellt und nicht ein Verkehrsmittel. Autos sind in der Stadt durchaus geduldet, im Alltag soll man auf sie jedoch nicht angewiesen sein.
 Die Besorgungen des täglichen Bedarfs sollen wieder in der unmittelbaren Nähe zur Wohnung stattfinden können, um der Stadt der kurzen Wege gerecht zu werden. Straßen sollen wieder zum Ort der Begegnung werden und die Quartiere verbinden, anstatt sie zu zerschneiden.

Ein deutscher Arbeitnehmer pendelt im Schnitt eineinhalb Stunden täglich von und zur Arbeit. Das Ziel kann deshalb nur lauten, Wohnen und Arbeiten wieder näher zusammenzubringen. Und hier kommt der Städtebau ins Spiel, denn „nur in einer dicht besiedelten Stadt ist zeitgemäße Mobilität möglich.“

#### Rolle der urbanen Produktion
Auf der einen Seite werden mit der Stilllegung vieler alter Industrieanlagen und der Konversion von Militärkasernen und Gleisflächen urbane Flächen frei, die den Städten zur Verfügung stehen.
Auf der anderen Seite ermöglicht die steigende Stadt- und Umfeldverträglichkeit von Produktionsprozessen trotz steigender objektiver Anforderungen (Lufreinhalteplanung, Lärmminderungsplanung) eine verstärkte Funktionsmischung in Städten (Wohnen, Arbeiten, Ausbildung, Handel, Freizeit, Verkehr etc.).
Dadurch nimmt die Bedeutung der produzierenden Unternehmen im urbanen Raum wieder zu.

#### Stadt-Logistik
Obwohl Lieferverkehre insgesamt nur einen untergeordneten Anteil (circa 10 Prozent), am gesamten Verkehrsaufkommen haben, sind ihre Auswirkungen auf den Verkehrsfluss, die Infrastruktur-Abnutzung und die Lärm- und Umweltbelastung erheblich.

Auf der einen Seite wird der Internethandel zunehmen, gleichzeitig wird sich die Verkehrssituation insgesamt noch zuspitzen.
Deshalb sind stadtverträgliche, ressourcen- und infrastrukturschonende Logistikkonzepte erforderlich, um Mobilität, wirtschaftliche Dynamik, Attraktivität und sonstige Standortvorteile zu sichern und eine gesunde Stadtentwicklung, die Zufriedenheit der Bürger und die Ansiedlung von Unternehmen zu erreichen.

Die alternde Bevölkerung verstärkt die Nachfrage nach individualisierten Produkt- und Dienstleistungsangeboten zusätzlich.
Deshalb sollten die unter dem Stichwort der City-Logistik in den 90er Jahren diskutierten, aber nicht umgesetzten Ansätze neu bewertet werden.
Als Grundlage innovativer Logistikkonzepte könnten unternehmensübergreifende Kooperationen eine Schlüsselrolle spielen.

### Ressourcenverbrauch
In Städten werden weltweit 80 Prozent des globalen Sozialprodukts erwirtschaftet, 70–75 Prozent der Energie verbraucht, 75–80 Prozent des CO2 emittiert und 75 Prozent der Abfälle erzeugt – all das bei einem weltweiten städtischen Bevölkerungsanteil von gut 50 %. Städte gelten deshalb also Orte hoher Ressourcenverbräuche (Rohstoffe, Wasser, Energie), hoher Umweltbelastungen und Quellen hoher CO2-Emissionen. Die spezifischen Emissionen pro Einwohner sind jedoch oft geringer [Beckmann]. Dieser vermeintliche Widerspruch lässt sich mit der industriellen Produktion erklären, die innerhalb der Stadtgrenzen stattfindet. So hat die Berliner Bevölkerung, bei nur geringer Industrialisierung, eine erstaunlich gute CO2-Bilanz mit weniger als 6 Tonnen CO2 pro Einwohner im Jahr und liegt circa 40 Prozent günstiger als der Bundesdurchschnitt.
Die Umweltbilanz eines Stadtbewohners fällt auch deshalb besser aus, weil die Wohnungen in der Regel kleiner sind und weniger Energie zum Heizen, Kühlen und Beleuchten benötigen, als Einzelhäuser in den Vororten. Mit am Wichtigsten ist dabei, dass Stadtbewohner weniger Auto fahren. In Städten wie z. B. New York liegen CO2-Ausstoß und Energieverbrauch pro Kopf erheblich unter dem Landesdurchschnitt.

### Stadtklima
Großstädter werden in Zukunft besonders stark unter den Folgen des Klimawandels leiden. Um dem gegenzusteuern soll die städtische Überwärmungen reduziert und gezielt Kaltluftschneisen aufgebaut werden.
Verkehrsberuhigte Bereiche und Grünflächen tragen insbesondere im Sommer zu einem angenehmen Mikroklima bei. Deshalb heißt das Zauberwort „Entsiegelung“, wenn es um urbane Vegetation geht.

### Demografie
Für Deutschland ist eine Zunahme prekärer Einkommensverhältnisse im Alter absehbar.
Deshalb sind Forderungen nach Barrierefreiheit in den Städten und kurzen Wege für die täglichen Besorgungen naheliegend.
Bedingung sind zudem kostengünstige Wohnungen für sozial schwache Menschen.

### Soziale Integration
Eine stark ungleichmäßige Verteilung unterschiedlicher Bevölkerungsgruppen über die Stadtviertel (soziale Segregation) und die Verdrängung von weniger zahlungskräftigen Mitbürgern (Gentrifizierung) gefährden die soziale Integration in den Städten. Vor dem Hintergrund der Diskussion um No-go-Areas und Gated Communities und der Banlieue in Paris werden deshalb in der deutschen Diskussion andere Wege gesucht.
So verpflichten sich die für die städtische Entwicklung zuständigen Minister innerhalb der Europäischen Union mit der Leipzig Charta auf die soziale Balance innerhalb der Städte zu achten und empfehlen gleichzeitig, den benachteiligten Stadtquartieren eine besondere Aufmerksamkeit zu widmen. Die soziale Mischung ist ein wichtiges städtebauliches Prinzip.

### Beteiligung und Quartiere
Das bürgerschaftliche Engagement und die Partizipation an der gesellschaftlichen Entscheidungsfindung fördert die Identifikation mit der Stadt und schafft ein Bewusstsein für den eigenen Stadt- und Lebensraum.
Den städtischen Quartieren wird dabei eine wichtige Rolle zugewiesen, die Rückbesinnung auf diese kleinste Einheit einer Stadt ist eine vielfach zu beobachtende Entwicklung. Verantwortung und Organisationsformen werden zunehmend dezentralisiert, Quartiere entwickeln sich damit zur Keimzellen zivilgesellschaftlicher Beteiligung und Mitwirkung.
Eine Ausweitung und Vertiefung dieser Beteiligung ist eine zentrale Voraussetzung für eine nachhaltige, energieeffiziente und resiliente Stadtentwicklung.

### Sicherheit und Resilienz
Urbane Lebensräume sind verwundbar (vulnerabel) gegenüber so genannten ‚widrigen Ereignissen‘, wie Naturkatastrophen, terroristische Anschläge, Folgen des Klimawandels und Industrieunfälle.
Das Ziel ist es deshalb, dass Städte ihre Resilienz erhöhen.
Für die UN ist Resilienz eine entscheidende Grundvoraussetzung für die nachhaltige Entwicklung
von Städten.
Deshalb müssen die kritischen Infrastrukturen der Stadt der Zukunft funktionsfähig sein.
‚Kritische Infrastrukturen‘ sind zum Beispiel die Energieversorgung, Wasserver- und -entsorgung, das Transportsystem, das Notfall- und Rettungswesen oder auch der Katastrophenschutz.
‚Funktionsfähigkeit‘ bedeutet, dass die Systeme auch unter Stress, das heißt im Ausnahmefall, ihre Funktionsfähigkeit möglichst lange aufrechterhalten können, bzw. dass nach einer Störungen schnell wieder einen Basis-Funktionalität aufgebaut werden kann.

## Forschungsförderung
- Die „Nationale Plattform Zukunftsstadt“ (NPZ) wurde 2012 durch die Bundesressorts für Forschung, Umwelt, Bau, Wirtschaft und Verkehr ins Leben gerufen. Über 100 Vertreter aus Kommunen, Wissenschaft, Wirtschaft und Zivilgesellschaft haben zwei Jahre lang in einem Agendaprouess beraten, welche die dringendsten Forschungsfragen sind, die gelöst werden müssen, um den nachhaltigen Umbau der Städte und Gemeinden voranzubringen. Ihre Antworten haben sie in einer Strategischen Forschungs- und Innovationsagenda zur Zukunftsstadt (FINA) zusammengetragen.[35]
- 2015 startete das Bundesministerium für Bildung und Forschung (BMBF) das Wissenschaftsjahr „Zukunftsstadt“. In diesem diskutierten Bürger gemeinsam mit Vertretern aus Wissenschaft und Forschung über Fragen der nachhaltigen Stadtentwicklung. In mehr als 830 zielgruppenspezifischen Publikums- und Fachveranstaltungen, Aktionen für Schulkinder, Studierende oder Senioren wurden die sechs Handlungsfelder: (1) Energie, Klima, Ressourcen, (2) (Selbst-)Versorgung in Stadt und Land, (3) Innenstadt, (4) Quartiere, Stadtteile und Gebäude, (5) Mobilität und Infrastrukturen sowie (6) Zusammenleben in Stadt und Land bearbeitet. U.a. machte das Ausstellungsschiff MS Wissenschaft in über 30 Städten halt, Schüler besuchten die Schulkinowochen zur Zukunftsstadt, beteiligten sich mit ihren Ideen für eine nachhaltige Gestaltung von Flächen an der Heimatkunde-Aktion oder bestellten Wissenschaftler an ihre Schulen im Rahmen der Forschungsbörse.[36][37]
- Anfang 2016 wurde durch das Forschungs- und Umweltministerium die Innovationsplattform Zukunftsstadt (IPZ) gegründet. Sie soll Forschung und Entwicklung als Beitrag für die Stadtentwicklung ermöglichen, die Lücke zwischen Wissen und Handeln schließen und Forschung in die kommunale Praxis übertragen[38][39]
- Stadt der Zukunft – Gesunde und nachhaltige Metropolen[12]
- Im Wettbewerb "Zukunftsstadt" des Bundesministeriums für Bildung und Forschung (BMBF) wurden 51 Städte, Gemeinden und Landkreise ausgewählt, gemeinsam mit Bürgern, Wissenschaft, lokaler Politik, Wirtschaft und Verwaltung eine ganzheitliche und nachhaltige Vision 2030+ für ihre Kommune zu entwickeln. Über drei Phasen hinweg sollen die Visionen am Ende, ab dem Jahr 2018, in Reallaboren umgesetzt und dem Praxistext unterzogen werden.[40]